# Bianca de' Medici
Bianca Maria di Piero de' Medici (Firenze, 10 settembre 1445 – 20 luglio 1505) è stata una nobildonna italiana, figlia primogenita di Piero de' Medici e Lucrezia Tornabuoni, nonché sorella maggiore di Lorenzo il Magnifico e Giuliano de' Medici.

## Biografia
Nacque il 10 settembre 1445 come figlia primogenita di Piero de' Medici e di Lucrezia Tornabuoni. Come le sorelle e i fratelli, ricevette una solida formazione umanistica.
Sposò Guglielmo de' Pazzi nell'agosto del 1459 e fu di fatto coinvolta nella Congiura dei Pazzi (sebbene suo marito ne fosse estraneo), infatti suo cognato Francesco de' Pazzi e lo zio di suo marito Jacopo de' Pazzi poterono entrare in contatto familiare con i Medici, sfruttando la parentela recentemente acquisita, e tradirli. Dopo la Congiura, avvenuta nella cattedrale di Santa Maria del Fiore durante la messa domenicale del 26 aprile 1478, fu esiliata
assieme al marito, nonostante quest'ultimo non fosse a conoscenza delle brutte intenzioni dei suoi familiari. Dei figli, di cui alcuni nati in esilio, si hanno pochissime informazioni.
Morì il 20 luglio 1505, a 59 anni, come risulta dal Registro dei Morti custodito presso l'Archivio di Stato di Firenze.

## Discendenza
Bianca diede al marito Guglielmo de' Pazzi sedici figli, di cui nove maschi e sette femmine: 
- Antonio (1460), morto infante;
- Giovanna, sposò Tommaso Monaldi nel 1471;
- Contessina, sposò Giuliano Salviati nel 1476;
- Antonio (1462-1528), ambasciatore e uomo politico, Gonfaloniere di Giustizia nel 1521, secondo Signore di Civitella;
- Alessandra (1465), sposò Bartolomeo Buondelmonti nel 1486;
- Cosimo (1466-1513) arcivescovo di Firenze dal 1508 fino alla morte;
- Piero (1468), morto infante;
- Lorenzo Alessandro (1470-1535), mercante, amante delle arti e latinista;
- Cosa, sposò Francesco di Luca Capponi;
- Renato, mercante d'oreficeria;
- Lorenzo, uomo politico e ambasciatore;
- Luigia, sposò Folco di Edoardo Portinari nel 1494;
- Maddalena, sposò Ormanozzo Deti nel 1497;
- Alessandro (1483-1530), ambasciatore, letterato e grecista;
- Lucrezia, sposata dapprima a un certo Cattani da Diacceto e poi a un Martelli (1500);
- Giuliano (1486-1517), dottore in legge, abate e canonico della Metropolitana di Firenze.

## Ascendenza
|                                 |                   |                       | Genitori               |  |  | Nonni |  |  | Bisnonni            |  |  | Trisnonni           |  |
|                                 |                   |                       |                        |  |  |       |  |  | Giovanni de' Medici |  |  | Averardo de' Medici |  |
|                                 |                   |                       |                        |  |  |       |  |  | Giovanni de' Medici |  |  | Averardo de' Medici |  |
|                                 |                   | Giacoma Spini         |                        |  |  |       |  |  | Giovanni de' Medici |  |  |                     |  |
| Cosimo de' Medici               |                   |                       |                        |  |  |       |  |  | Giovanni de' Medici |  |  |                     |  |
|                                 |                   | Piccarda Bueri        | Edoardo Bueri          |  |  |       |  |  |                     |  |  |                     |  |
|                                 |                   | Piccarda Bueri        | Edoardo Bueri          |  |  |       |  |  |                     |  |  |                     |  |
|                                 |                   | Piccarda Bueri        | ?                      |  |  |       |  |  |                     |  |  |                     |  |
| Piero de' Medici                |                   | Piccarda Bueri        |                        |  |  |       |  |  |                     |  |  |                     |  |
|                                 |                   | Alessandro de' Bardi  | Sozzo de' Bardi        |  |  |       |  |  |                     |  |  |                     |  |
|                                 |                   | Alessandro de' Bardi  | Sozzo de' Bardi        |  |  |       |  |  |                     |  |  |                     |  |
|                                 |                   | Alessandro de' Bardi  | ? Ubaldini             |  |  |       |  |  |                     |  |  |                     |  |
| Contessina de' Bardi            |                   | Alessandro de' Bardi  |                        |  |  |       |  |  |                     |  |  |                     |  |
|                                 |                   | Emilia Pannocchieschi | Raniero Pannocchieschi |  |  |       |  |  |                     |  |  |                     |  |
|                                 |                   | Emilia Pannocchieschi | Raniero Pannocchieschi |  |  |       |  |  |                     |  |  |                     |  |
|                                 |                   | Emilia Pannocchieschi | ?                      |  |  |       |  |  |                     |  |  |                     |  |
| Bianca de' Medici               |                   | Emilia Pannocchieschi |                        |  |  |       |  |  |                     |  |  |                     |  |
|                                 | Simone Tornabuoni | Tieri Tornaquinci     |                        |  |  |       |  |  |                     |  |  |                     |  |
|                                 | Simone Tornabuoni | Tieri Tornaquinci     |                        |  |  |       |  |  |                     |  |  |                     |  |
|                                 | Simone Tornabuoni | ?                     |                        |  |  |       |  |  |                     |  |  |                     |  |
| Francesco Tornabuoni            | Simone Tornabuoni |                       |                        |  |  |       |  |  |                     |  |  |                     |  |
|                                 |                   | ?                     | ?                      |  |  |       |  |  |                     |  |  |                     |  |
|                                 |                   | ?                     | ?                      |  |  |       |  |  |                     |  |  |                     |  |
|                                 |                   | ?                     | ?                      |  |  |       |  |  |                     |  |  |                     |  |
| Lucrezia Tornabuoni             |                   | ?                     |                        |  |  |       |  |  |                     |  |  |                     |  |
|                                 |                   | Nicolò Guicciardini   | Luigi Guicciardini     |  |  |       |  |  |                     |  |  |                     |  |
|                                 |                   | Nicolò Guicciardini   | Luigi Guicciardini     |  |  |       |  |  |                     |  |  |                     |  |
|                                 |                   | Nicolò Guicciardini   | Costanza Strozzi       |  |  |       |  |  |                     |  |  |                     |  |
| Marianna ("Nanna") Guicciardini |                   | Nicolò Guicciardini   |                        |  |  |       |  |  |                     |  |  |                     |  |
|                                 |                   | ?                     | ?                      |  |  |       |  |  |                     |  |  |                     |  |
|                                 |                   | ?                     | ?                      |  |  |       |  |  |                     |  |  |                     |  |
|                                 |                   | ?                     | ?                      |  |  |       |  |  |                     |  |  |                     |  |
|                                 |                   | ?                     |                        |  |  |       |  |  |                     |  |  |                     |  |

## Ritratti

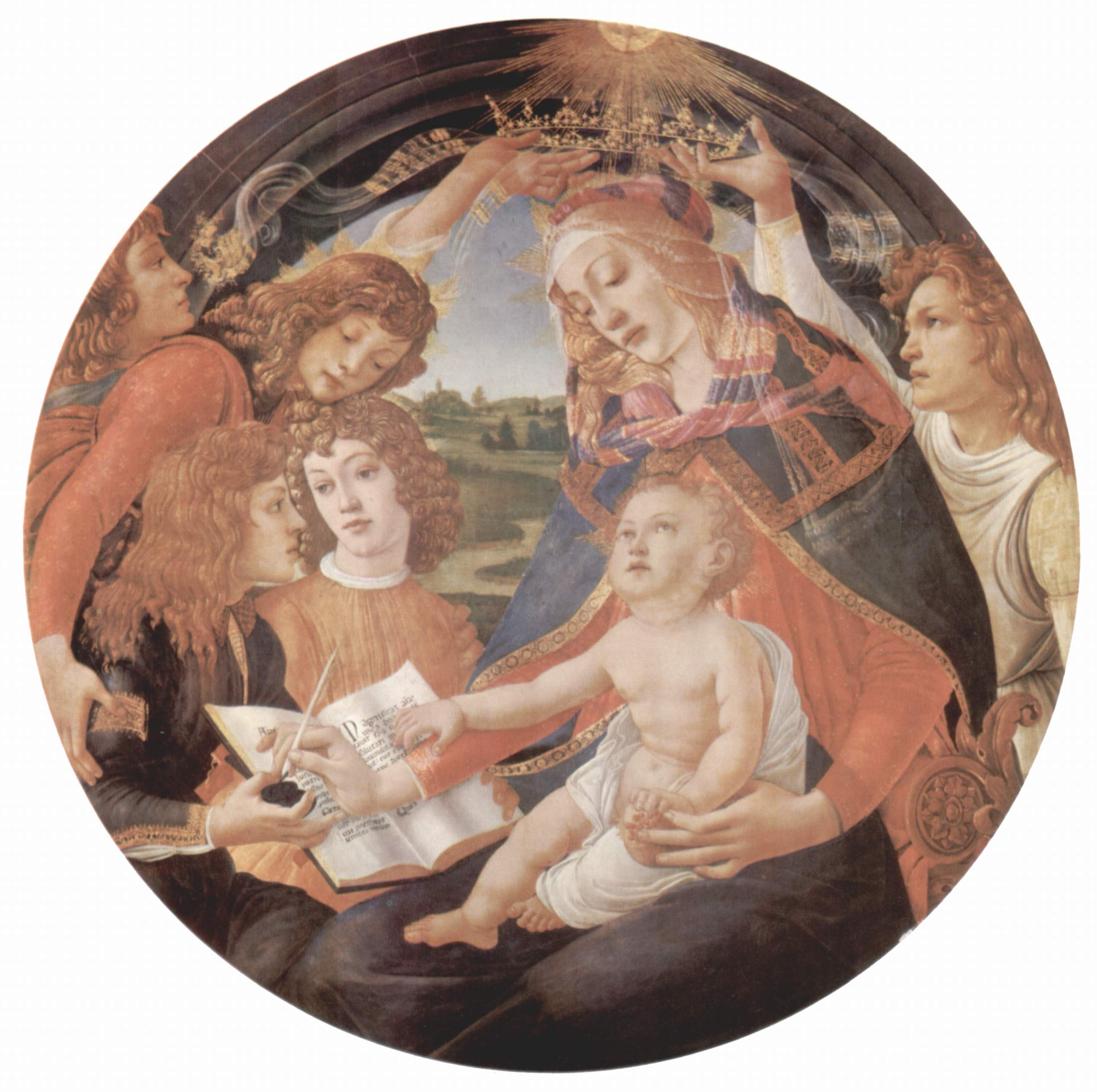
Bianca de' Medici, presunto ritratto come angelo reggicorona di sinistra, Sandro Botticelli, Madonna del Magnificat, Galleria degli Uffizi, 1483

Oggigiorno di lei rimarrebbero due ritratti. Uno dei due si troverebbe nella parete sud dell'affresco Cappella dei Magi di Benozzo Gozzoli, ubicato presso il Palazzo Medici Riccardi, che rappresenta un gruppo di fanciulle a cavallo (Bianca risulterebbe essere la ragazza in mezzo alle sue due sorelle, ovvero Nannina e Maria, le quali sarebbero raffigurate rispettivamente a sinistra e a destra), a fianco all'imperatore bizantino Giovanni VIII Paleologo; l'altro si troverebbe nel quadro Madonna del Magnificat di Sandro Botticelli, ubicato presso la Galleria degli Uffizi, infatti s'ipotizza che Bianca sia dipinta come l'angelo a sinistra che regge la corona alla Madonna (con quest'ultima che risulterebbe essere sua madre Lucrezia Tornabuoni).

## Dibattito storiografico sulla data di morte
Bianca de' Medici è una delle tante nobildonne medicee per le quali oggigiorno non si ha ancora tanta documentazione a disposizione; si pensi, per esempio, che la data della sua morte è stata scoperta soltanto posteriormente al 1989, anno in cui è stato ufficialmente aperto l'Archivio di Stato di Firenze. Prima d'allora, il primo studio in merito venne effettuato tra la fine dell'Ottocento e circa la prima metà del Novecento dal biografo toscano Gaetano Pieraccini, a seguito di cui egli sosteneva che Bianca fosse deceduta nell'aprile del 1488, ma la suesposta inaccessibilità dell'archivio nazionale (che, seppure sia stato aperto solamente alla fine del XX secolo, è stato fondato nel 1852) impedì agli storici vissuti in quel periodo (tra cui Pieraccini) di verificare l'effettiva attendibilità di tale studio. Quando l'archivio venne aperto, gli studiosi consultarono il Registro dei Morti lì custodito e notarono che in esso è redatta una data totalmente differente da quella proposta dal biografo, ossia il 20 luglio 1505 (com'è già riportato nella sezione "Biografia" della pagina corrente), quindi d'allora vennero eseguite ricerche molto accurate con la speranza di trovare quante più fonti possibili e fare definitivamente luce su tutto ciò. Da tali ricerche, emerse che Pieraccini avrebbe potuto banalmente scambiare la nobildonna con sua nipote Luisa de' Medici, la quale morì in giovane età proprio nel 1488 (seppure non ad aprile, bensì il 23 maggio). La conferma ci fu quando, col proseguire degli studi, vennero reperite le seguenti fonti:
- due lettere di pugno della stessa Bianca de' Medici, di cui una risalente al 1491 e l'altra al 1492 o al 1493;
- alcuni testi riportanti che intorno al 1488, poco dopo la morte della cognata Clarice Orsini (avvenuta il 30 luglio di quell'anno), Bianca trasgredì all'esilio impostole circa dieci anni prima e ritornò temporaneamente a Firenze per ricongiungersi col fratello Lorenzo e per rimanergli vicino negli ultimi anni della sua vita (infatti, durante l'esilio degli anni precedenti, ella venne informata dell'ormai irreversibile gotta, da cui il Magnifico era affetto, mediante alcune lettere missive speditele proprio da Clarice);
- il libro biografico Vita di Lorenzo il Magnifico di Niccolò Valori, in cui l'autore afferma che Bianca era presente al capezzale di Lorenzo, il quale spirò l'8 aprile 1492.

## Nella cultura di massa

### Televisione
- Aurora Ruffino interpreta Bianca de' Medici nella seconda e nella terza stagione della serie I Medici (2018-2019).[4]